# Barbara Stahl
Barbara Stahl z domu Słama (ur. 9 sierpnia 1939 w Warszawie) – polska działaczka ekumeniczna, w latach 1994–1995 redaktorka naczelna Jednoty.

## Życiorys
W 1961 ukończyła studia polonistyczne na Uniwersytecie Warszawskim. Zawodowo pracowała jako edytorka książek popularnonaukowych w warszawskich wydawnictwach. W latach 1998–2000 była sekretarzem Synodu Kościoła Ewangelicko-Reformowanego w RP.
Przez wiele lat pracowała społecznie w parafiach ewangelicko-reformowanych, najpierw w Warszawie, następnie w Łodzi (1975–1986) i ponownie w Warszawie. W okresie stanu wojennego organizowała wraz z mężem, ks. Jerzym Stahlem (1939–1997) pomoc dla rodzin represjonowanych działaczy opozycji demokratycznej. W latach 1962–1994 piastowała funkcję sekretarza Jednoty, zaś w latach 1994–1995 jej redaktora naczelnego, po czym została zastąpiona na tej funkcji przez swojego męża ks. Jerzego Stahla. 
W grudniu 2006 została wyróżniona dyplomem honorowym – za pomoc duchową i materialną w stanie wojennym dla internowanych, uwięzionych i ich rodzin przyznanym jej przez NSZZ „Solidarność” Regionu Podbeskidzkiego.
W 2020 nakładem Wydawnictwa Naukowego Semper ukazała się publikacja zbiorowa pt. Człowiek mądrego serca: Zdzisław Tranda. Pastor — biskup — ekumenista, której redaktorami byli Grzegorz Polak, Barbara Stahl i Hanna Tranda. Książka poświęcona jest bp. Zdzisławowi Trandzie.